# Chiloglottis triceratops
Chiloglottis triceratops är en orkidéart som beskrevs av David Lloyd Jones. Chiloglottis triceratops ingår i släktet Chiloglottis och familjen orkidéer. Inga underarter finns listade i Catalogue of Life.